# سیارک ۱۶۲۰
سیارک ۱۶۲۰ (به انگلیسی: 1620 Geographos، نامگذاری:1951RA) هزار و ششصد و بیستمین سیارک کشف شده‌است که در ۱۴ سپتامبر ۱۹۵۱ کشف شد.
قدر مطلق سیارک برابر ۱۵٫۶۰ است.